# Alamo (Dacota do Norte)
Alamo é uma cidade localizada no estado norte-americano de Dacota do Norte, no Condado de Williams.

## Demografia
Segundo o censo norte-americano de 2000, a sua população era de 51 habitantes.
Em 2006, foi estimada uma população de 49, um decréscimo de 2 (-3.9%).

## Geografia
De acordo com o United States Census Bureau tem uma área de
1,5 km², dos quais 1,4 km² cobertos por terra e 0,1 km² cobertos por água. Alamo localiza-se a aproximadamente 647 m acima do nível do mar.

## Localidades na vizinhança
O diagrama seguinte representa as localidades num raio de 36 km ao redor de Alamo.